# La scimitarra di Budda
La scimitarra di Budda è un romanzo di Emilio Salgari pubblicato in edizione integrale da Treves nel 1892, con illustrazioni di Gaetano Colantoni.
In precedenza era già uscito a puntate sul settimanale Il giornale dei fanciulli dal 1º gennaio al 26 novembre 1891. Fu ripubblicato a puntate nel 1902 su Mondo piccino.

## Trama
Nella colonia danese alla foce del Si-Kiang, presso Canton, il 17 maggio 1858 il genovese Giorgio Ligusa, ex Capitano di marina mercantile, scommette con un borioso boliviano che riuscirà, entro un anno, nell'impresa da questi fallita, ovvero a recuperare la Scimitarra di Budda rubata all'imperatore della Cina nel 1790. Riunisce quindi tre fedeli compagni, il suo amico americano James Korsan, il giovane polacco Casimiro e il cinese Min-Sì e, travestiti da cinesi, intraprendono un viaggio avventuroso fino alla città di Yuen-Kiang, nell'Yun-Nan, dove il boliviano non aveva trovato nulla, mentre Giorgio, facendo ubriacare vari cinesi del posto, ottiene informazioni precise sul tempio dove sarebbe celato il cimelio, nonché conferma di altri due possibili nascondigli. La Scimitarra, però, non si trova nel tempio di Fo indicato dalle voci; quindi rapiscono e minacciano un bonzo, che infine ammette che un principe aveva rubato la Scimitarra per donarla al loro tempio, ma dopo una quindicina d'anni l'aveva ripresa e venduta all'imperatore della Birmania.
Compiono quindi il lungo viaggio per la capitale birmana e ad Amarapura sfuggono alle guardie notturne facendole ubriacare e trovano un siamese disposto a guidarli al monastero reale, il Kium-Doge, dove si dice che la Scimitarra di Budda sia tra le mani di una statua del dio Gadma. Ma l'arma non c'è e i protagonisti rovistano invano per tutto il tempio. Il siamese, deluso di non aver soddisfatto il suo generoso padrone, presenta loro un barcaiolo, ex cavaliere del reggimento Cassay, che ha portato la Scimitarra a Pegù e l'ha murata nella gran piramide dello Scioè-Madù.
Con uno schizzo del nascondiglio, i nostri eroi scendono l'Irawaddy e dopo diverse avventure raggiungono Pegù, da cui Giorgio manda James e Min-Sì a Rangun ad assoldare un praho di pirati malesi. In una notte di tempesta, i quattro avventurieri scalano la grande piramide, trovano infine la Scimitarra di Budda e con l'appoggio dei malesi si aprono la strada con la forza contro i monaci e l'esercito peguano, riuscendo a fuggire con il praho.
Tornano quindi a Canton, per venire accolti trionfalmente nella colonia danese.